# BURNING UP
《BURNING UP》是日本音樂團體EXILE TRIBE的第2张单曲，於2013年7月10日由rhythm zone发售。

## 概要
- 《BURNING UP》是第三代J Soul Brothers和GENERATIONS以「EXILE TRIBE」名義發行的第2张單曲
- A面曲《BURNING UP》為朝日電視台節目《お願い!ランキング》2013年7月度片尾曲，亦是ABC MART「adidas CRAZY COOL」電視廣告歌曲。
- B面曲《Waking Me Up》為組合第三代J Soul Brothers的歌曲，亦是ABC MART「メンズサンダルフェア」電視廣告歌曲。
- B面曲《Go On》為組合GENERATIONS的歌曲。
- 此單曲有2個版本，分別有「CD+DVD」和「CD ONLY」。「CD+DVD」收錄了《BURNING UP》的Music Video。
- 在7月22日於公信榜单曲週排行榜取得第1位。

## 選拔成員

### BURNING UP
- 粗體字為主唱
  - 第三代J Soul Brothers: NAOTO、小林直己、ELLY、山下健二郎、岩田剛典、今市隆二、登坂廣臣
  - GENERATIONS: 白濱亞嵐、片寄涼太、數原龍友、小森隼、佐野玲於、關口Mandy、中務裕太

## 收錄内容

### CD
1. BURNING UP
（作詞：bag o'pound、作曲：SMIDI / SIRIUS、編曲：SMIDI）
2. Waking Me Up
（作詞：岡田マリア、作曲：SKY BEATZ / FAST LANE / CHRIS HOPE / J FAITH）
3. Go On
（作詞：岡田マリア、作曲：ZETTON / FAST LANE / CHRIS HOPE / J FAITH）
4. BURNING UP (Instrumental)
5. Waking Me Up (Instrumental)
6. Go On (Instrumental)

### DVD
1. BURNING UP（Music Video）